# La moglie dell'amico è sempre più... buona
La moglie dell'amico è sempre più... buona è un film del 1980 diretto da Juan Bosch.
La pellicola è una coproduzione Italia-Spagna, dove uscì col titolo Los Locos vecinos del 2°.

## Trama
Due mariti, Giulio Rossi e Romano Braschi, vengono trascurati dalle mogli troppo impegnate nelle loro carriere: Mirella, come segretaria di un movimento femminista, l'altra, Giustina Braschi, come deputato di un importante partito cattolico. Essi decidono quindi di accogliere in un appartamento delle ragazze squillo; ma le mogli se ne accorgono, e, dopo una serie di equivoci, i quattro si accordano per scambiarsi i rispettivi partner, ma ciò non si rivelerà sufficiente a salvare i loro matrimoni ormai in profonda crisi.